# Ferhan Hasani
Ferhan Hasani (makedonska: Ферхан Хасани), född 18 juni 1990, är en nordmakedonsk fotbollsspelare av albanskt ursprung som spelar för Shkëndija. Han representerar även Nordmakedoniens landslag.